# О’Мёрфи, Луиза

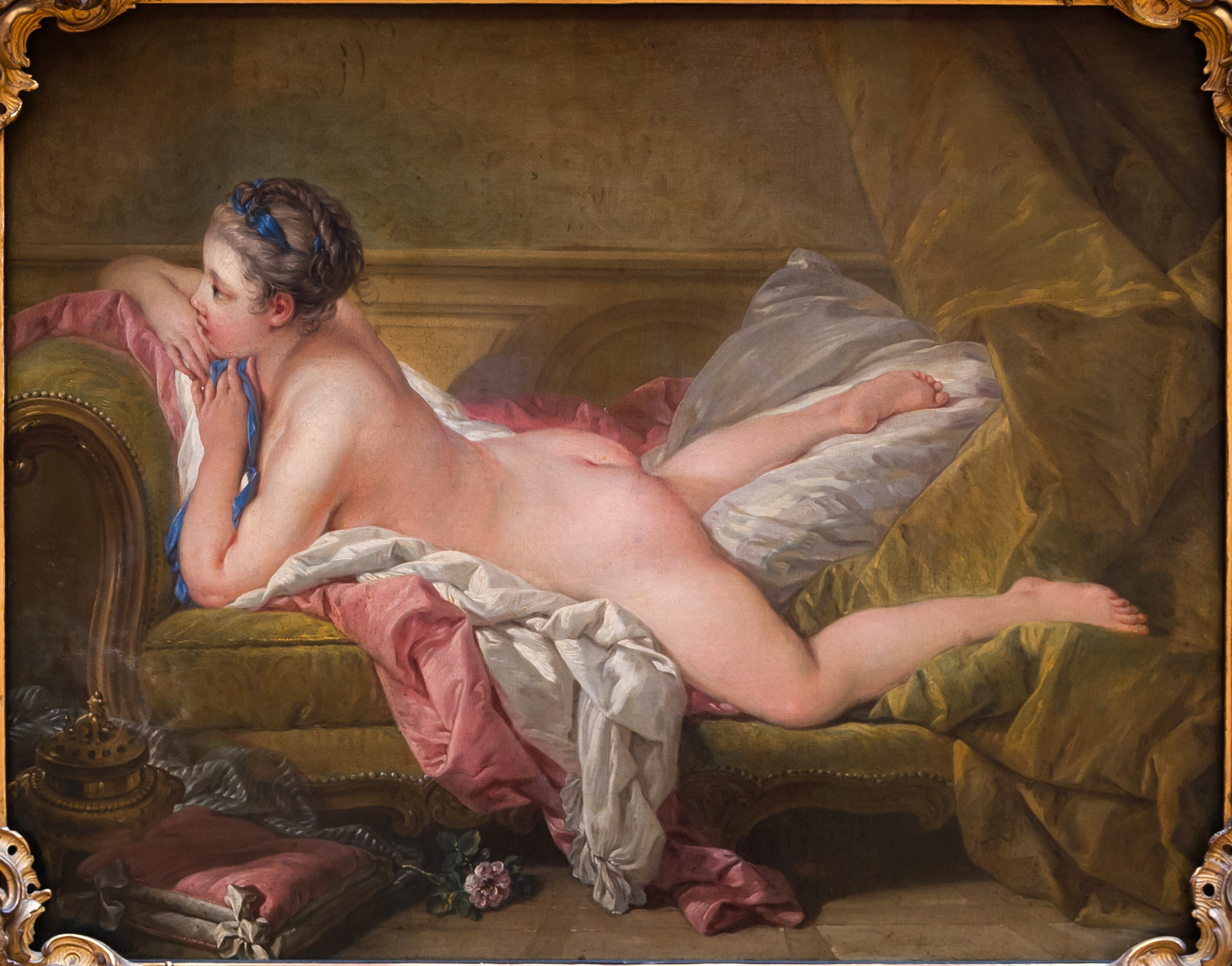
Луиза О’Мерфи на картине Франсуа Буше, 1752

Луиза О’Мёрфи (фр. Marie-Louise O'Murphy; 21 октября 1737, Руан — 11 декабря 1814, Париж) — фаворитка короля Людовика XV, модель художника Франсуа Буше.

## Биография
Луиза О’Мерфи была пятой дочерью в семье Даниеля О’Мерфи, бывшего ирландского солдата, сапожника из Руана. После его смерти её мать переселилась вместе с детьми в Париж, где она занималась продажей подержанной одежды, а дочери работали натурщицами и актрисами.
В 1752, в пятнадцать лет она позирует Франсуа Буше для его знаменитой картины «Отдыхающая девушка». Красота Луизы не остаётся незамеченной и один из придворных представляет её Людовику XV. Она становится фавориткой короля и вскоре рожает ему незаконную дочь — Агату Луизу де Сен-Антуан (1754—1774). Генерал де Бофранше был также, по слухам, плодом этой связи.
Будучи два года фавориткой Людовика XV, она совершила общую для многих фавориток ошибку — пыталась сместить с роли официальной фаворитки могущественную маркизу де Помпадур. Попытка окончилась неудачей, Луиза О’Мерфи была выдана замуж за дворянина и удалена от двора. Она выходила замуж ещё дважды, последний муж был младше её на тридцать лет, но все браки закончились разводом.
Во время Французской революции была на непродолжительное время заключена в тюрьму за связи со двором, пережила террор и последовавшие за ним годы революционных потрясений. Умерла в 1814 году в возрасте 77 лет.
Её упоминает в своих мемуарах Казанова:
Я дал шесть луидоров одному немецкому художнику, чтобы он написал её с натуры обнаженной, и она вышла как живая. Он изобразил её лежащей на животе, опираясь руками и грудью на подушку и держа голову так, словно лежала на спине. Искусный  художник нарисовал ноги её и бедра так, что глаз не мог и желать большего. Внизу я велел  написать: O-Morphi. Слово это не из Гомера, но вполне греческое; означает оно Красавица.